# Landa (naturreservat)
Landa är ett naturreservat i Gävle kommun i Gävleborgs län.
Området är naturskyddat sedan 1971 och är 3 hektar stort. Reservatet består av tidigare hagmark där det nu växer lövträd och  brun masurbjörk. 